# Сехри
Се́хри (рос. Сехры, чув. Çухра) — присілок у Чувашії Російської Федерації, у складі Старотіньгеського сільського поселення Ядринського району.
Населення — 106 осіб (2010; 133 в 2002, 177 в 1979, 317 в 1939, 297 в 1926, 225 в 1897, 176 в 1858).

## Історія
Історична назва — Сехракаси. Засновано 19 століття як виселок села Шуматово (Совєтське). До 1866 року селяни мали статус державних, займались землеробством, тваринництвом. У кінці 19 століття діяли вітряк, винний магазин, церковнопарафіяльна школа (у 1920-ті роки — початкова школа). 1929 року утворено колгосп «Комінтерн». До 1927 року присілок входив до складу Шуматовської волості Ядринського повіту, з переходом на райони 1927 року — спочатку у складі Ядринського, у період 1939–1956 років — у складі Совєтського, після чого повернуто назад до складу Ядринського району.

## Господарство
У присілку діють фельдшерсько-акушерський пункт, клуб та магазин.